# Accident du funiculaire de Kaprun
L'accident du funiculaire de Kaprun est un incendie survenu le 11 novembre 2000 dans le tunnel du funiculaire de Kaprun (Autriche) et qui causa la mort de 155 personnes. Douze personnes seulement sont parvenues à sortir du tunnel au début de l'incendie et ont survécu. C'est l'un des accidents ferroviaires européens les plus meurtriers.

## Description du funiculaire

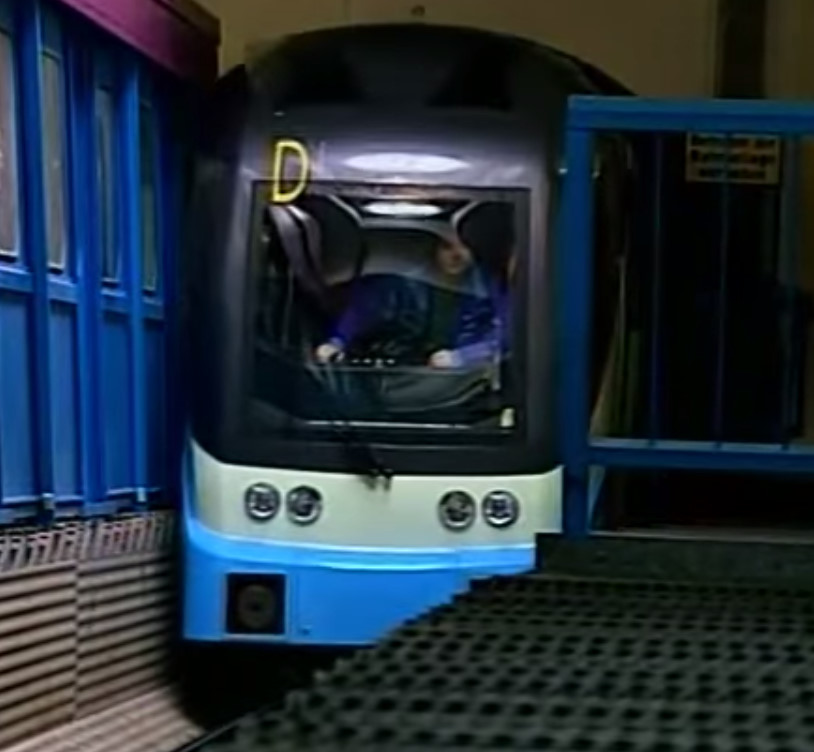
Le funiculaire avant l'accident.

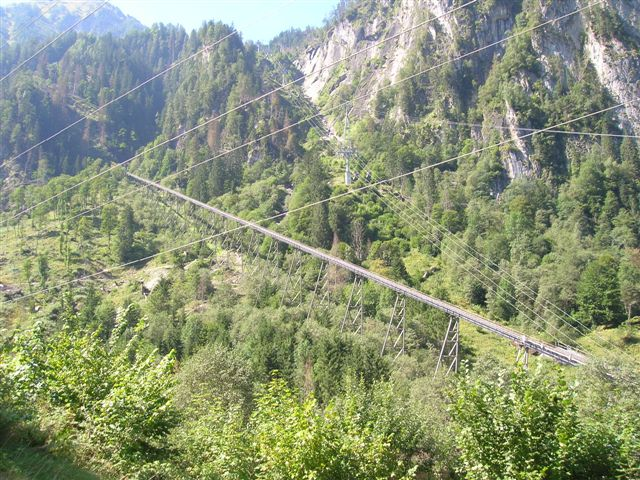
Tronçon extérieur avant l'entrée dans le tunnel.

Le funiculaire sert à rejoindre le glacier de Kitzsteinhorn. Il est composé de deux trains qui circulent simultanément, l'un en montant, l'autre en descendant, chacun avec son propre conducteur.

## Historique
L'incendie a été provoqué par une fuite de liquide de frein hydraulique échappé d'une gaine et entré en contact avec un appareil de chauffage à usage d'habitation installé dans la cabine du conducteur, son ventilateur défectueux ayant entraîné une incandescence.
Le tunnel du Kaprun étant en pente, les fumées toxiques se sont répandues rapidement vers le haut du tunnel à cause du tirage thermique, comme dans une cheminée. Douze passagers, guidés par un pompier volontaire ont survécu en marchant vers la sortie inférieure. Les autres passagers ont choisi de marcher vers la sortie supérieure, l'endroit où se dirigeaient les fumées. La totalité de ces passagers, soit 150 personnes sont décédées, asphyxiées par les fumées ascendantes. 4 personnes étaient également prisonnières de la station supérieure malgré son évacuation. L'une d'entre elles fut sauvée in extremis par les pompiers. Les 3 autres sont décédées. 2 décès furent également signalés dans le train qui arrivait en sens inverse (le machiniste et le seul passager du train sont morts asphyxiés).
Parmi les victimes figurent la championne du monde allemande de ski acrobatique Sandra Schmitt et le skieur alpin autrichien médaillé d'or aux Deaflympics Josef Schaupper.
| Nationalité        | Décès |
| ------------------ | ----- |
| Autriche           | 92    |
| Allemagne          | 37    |
| Japon              | 10    |
| États-Unis         | 8     |
| Slovénie           | 4     |
| Pays-Bas           | 2     |
| Royaume-Uni        | 1     |
| République tchèque | 1     |
| Total              | 155   |

L'enquête qui a suivi l'accident a montré que le système de sécurité incendie était déficient : il n'y avait pas de détecteur de fumée dans le funiculaire, les extincteurs étaient hors de portée des passagers, il n'y avait pas de marteaux brise-vitres à disposition  et il n'y avait aucun interphone pour contacter le machiniste. Cela a provoqué un véritable scandale en Autriche, puis un procès pour négligence à l'encontre de seize personnes.
L'enquête s'achève le 6 septembre 2001.
En février 2004, les seize prévenus sont relaxés à l'issue d'un procès qui a duré vingt mois.
Cependant, fin 2008, l'enquête est rouverte.

## Postérité

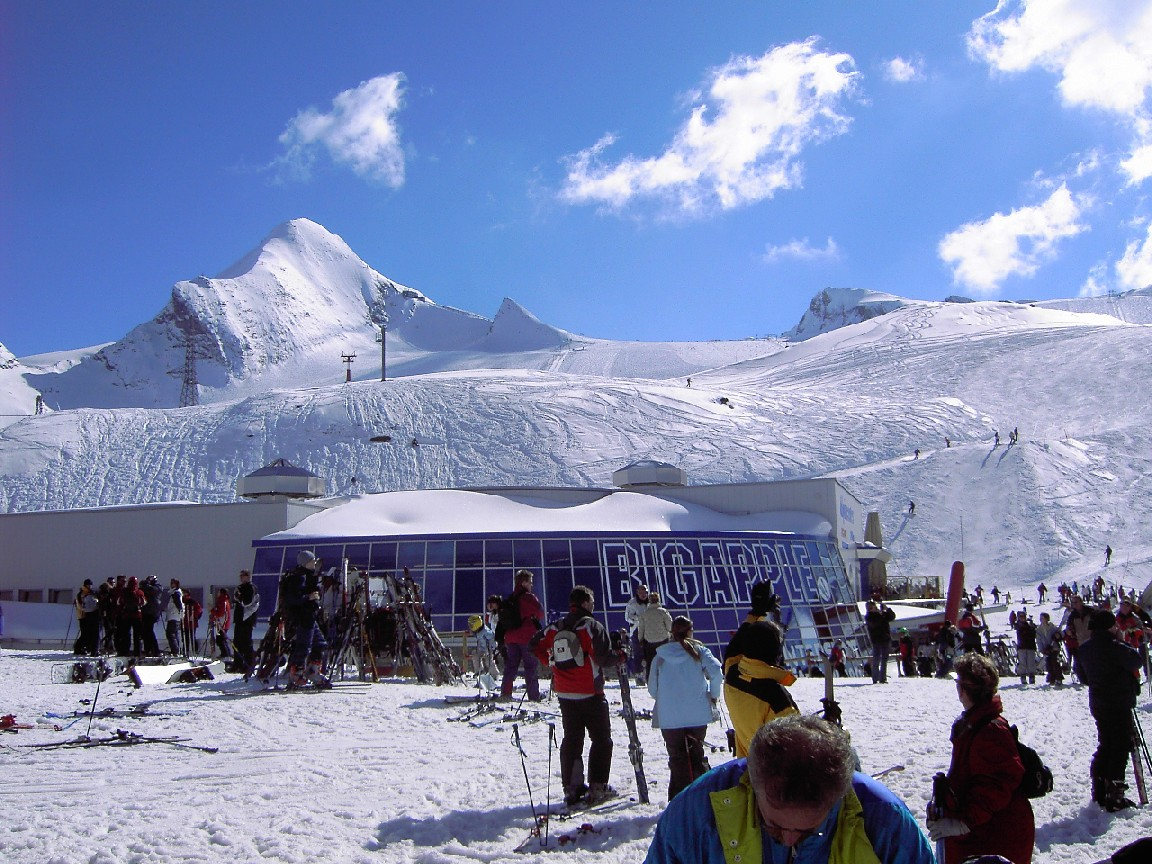
La station d'arrivée
« Alpine Center », qui a été détruite après le drame.

Le tunnel fut rénové, puis scellé. Il n'est utilisé que pour l'alimentation en électricité et eau. Le pont et la station furent démolis en 2014. Il fut un temps envisagé de rouvrir le funiculaire pour le transport de ressources et de déchets, ce qui n'a jamais abouti.
Un mémorial a été inauguré en 2004 à proximité du lieu du drame.

### Documentaires télévisés
- « Funiculaire en feu », 9e épisode de la 1re saison de La Minute de vérité.
- The Kaprun Alpine Railway Disaster 2000, Dark History